# Вишоватий
Вишова́тий — село в Україні, у Закарпатській області, Тячівському районі. Населення — 1803 особи (2001 р.). Входить до складу Нересницької сільської громади.
Село розкинулось вздовж невеликої річки Вашоватий, лівої притоки Тересви, і на схилах довколишніх пагорбів. У східній частині села розташована гора Сумарин (571 м). Західна частина прилягає до села Терново.
Церква св. Петра і Павла. Кінець 1970-х. Приміщення мурованого з цегли храму утворює витягнута базилічна форма, зміцнена на бічних фасадах контрфорсами. Двосхилий дах увінчують 5 бань різної величини. Дерев'яну каркасну дзвіницю біля церкви збудовано в традиційному стилі — споруда двоярусна, нижній ярус відділено невеликим опасанням, а верхній вище голосниць вкритий чотирисхилим шатром. У дзвіниці три дзвони. Один із дзвонів відлив Ф. Вальзер у Будапешті 1892 року.

## Населення

### Мова
Розподіл населення за рідною мовою за даними перепису 2001 року:
| Мова       | Кількість | Відсоток |
| ---------- | --------- | -------- |
| українська | 1799      | 99.78%   |
| російська  | 4         | 0.22%    |
| Усього     | 1803      | 100%     |

## Туристичні місця
- Церква св. Петра і Павла. Кінець 1970-х. 
- три Вишоватські водоспади — Вишоватський Великий (14 м), Вишоватський Середній (10 м) та Вишоватський Малий (2 м)  

## Вишоватські водоспади

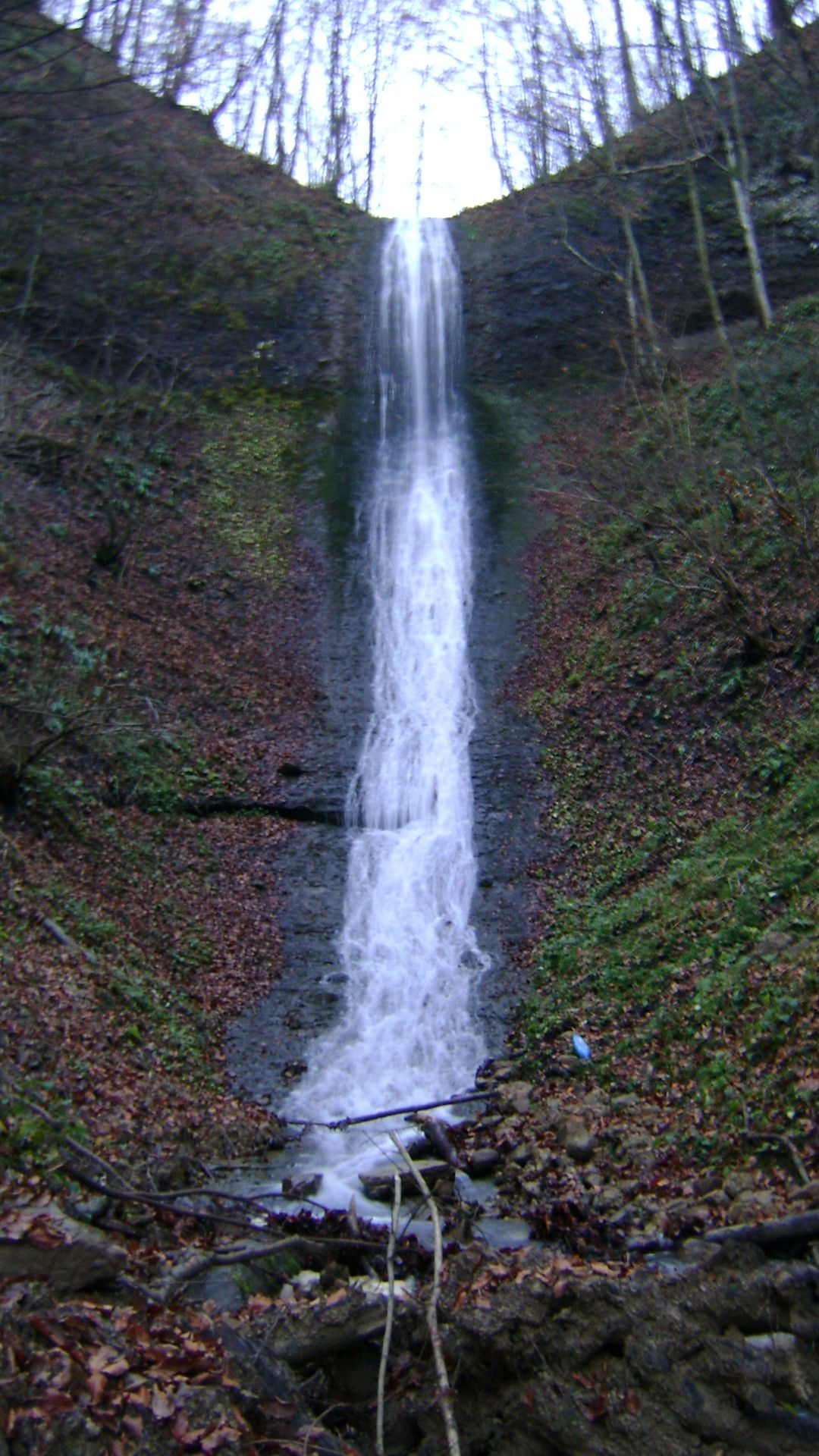
Водоспад Вишоватський Великий

На північно-східній околиці Вишоватого розташовані водоспади (у лісі, на невеликому потічку). Вода падає з висоти 10—12 м на дно ущелини. В посушливу пору потічок майже пересихає, тому найбільший стік водоспад має після рясних дощів або під час відлиги.